# 云吉山
云吉山（운길산）是一座位于韓國京畿道南杨州市附近的山峰，主峰標高海拔610公尺。

## 交通
- 中央线：云吉山站